# Rudanovac
Rudanovac is een plaats in de gemeente Plitvička Jezera in de Kroatische provincie Lika-Senj. De plaats telt 81 inwoners (2001).